# Goodman Group
Die Goodman Group ist ein australisches Immobilienunternehmen mit Sitz in Sydney, New South Wales. Das Unternehmen ist in Besitz, in der Entwicklung und in der Verwaltung von gewerblichem Eigentum und Geschäftsflächen auf den weltweiten Märkten tätig. Die Haupttätigkeiten der Gesellschaft sind Investitionen in direkt und indirekt gehaltenes gewerbliches Eigentum, Immobiliendienstleistungen und Immobilienentwicklung. Die operativen Regionen des Unternehmens sind Australien und Neuseeland, Asien, Kontinentaleuropa, das Vereinigte Königreich, Brasilien und die USA. Zu den Gesellschaften des Unternehmens gehören Goodman Limited, Goodman Industrial Trust und Goodman Logistics (HK) Limited. Das Unternehmen hat auch in Immobilienfonds investiert, zu denen die Goodman Australia Industrial Partnership (GAIP), die Goodman Australia Partnership (GAP), die Goodman Australia Development Partnership (GADP) und die KWASA-Goodman Industrial Partnership (KGIP) gehören.
Die Goodman Group ist im S&P/ASX 50 notiert.

## Geschichte
Das Unternehmen wurde 1989 als Private Property Trust mit Schwerpunkt auf Industrieimmobilien gegründet und 1995 an der Australian Securities Exchange (ASX) als Goodman Hardie Industrial Property Trust mit acht Immobilien im Wert von 75 Mio. A$ notiert. Im Jahr 2000 fusionierte der Trust mit Macquarie Industrial Trust und wurde in Macquarie Goodman Industrial Trust umbenannt. Die Organisation wurde 2005 nach einer Reihe von Akquisitionen und Fusionen in Macquarie Goodman Group umbenannt. Damit war sie die größte Immobiliengruppe im ASX All Ordinaries Index. Im Juli 2007 wurde die Organisation in den heutigen Namen umbenannt, nachdem die Macquarie Bank ihre 7,7 %-Beteiligung fast ein Jahr zuvor verkauft hatte. Goodman ist heute einer der weltweit größten Anbieter von gewerblichem Eigentum und Gewerbeflächen.
Im Mai 2019 verwaltete der Konzern 395 Immobilien in 17 Ländern mit einem Wert von 55 Milliarden A$. Zwischen 2007 und 2014 betrug der durchschnittliche Gewinn vor Zinsen und Steuern (EBIT) von Goodman 138 Mio. A$. Es ist in drei Bereiche unterteilt: Immobilienportfolio, Entwicklung und Fondsmanagement.

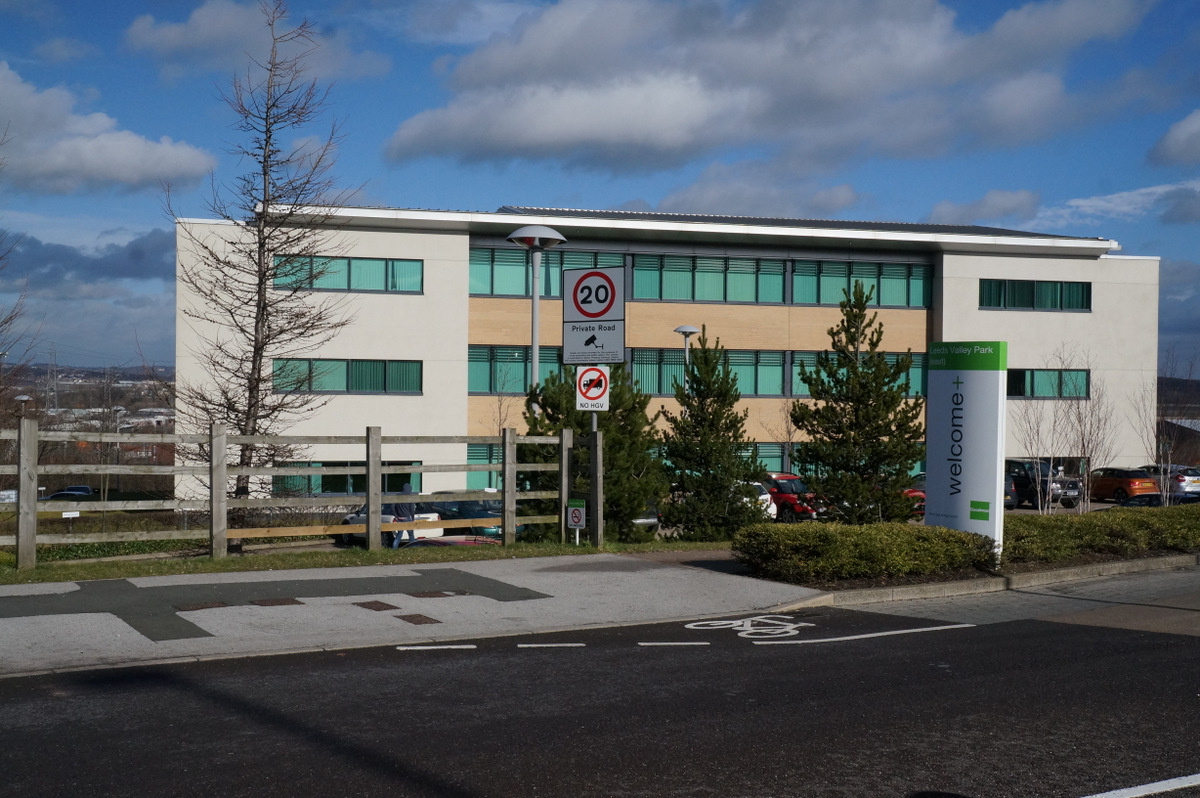
Im Eigentum von Goodman stehendes Bürogebäude in Leeds Valley Park, Leeds

## Nachweise
1. ↑   GMG.AX/people. www.reuters.com, abgerufen am 18. Juni 2020.
2. ↑   GOODMAN-GROUP-6497516/fundamentals. www.de.marketscreener.com, abgerufen am 6. Mai 2024.
3. ↑  profile. www.www.reuters.com, abgerufen am 12. Mai 2020.
4. ↑  goodman. www.goodman.com, abgerufen am 12. Mai 2020.